# Pohořelické rybníky
Pohořelické rybníky jsou soustava rybníků v Dyjsko-svrateckém úvalu v okrese Brno-venkov, na povodí Jihlavy jižně až jihovýchodně od města Pohořelice. Zahrnují tři z největších moravských rybníků – Novoveský (3.), Vrkoč (4.) a Starý rybník (5.). Součet všech vodních ploch v soustavě činí asi 5 km². V okolí se nacházejí vesnice Nová Ves a několik osad (Hornoleský Dvůr, Mariánský Dvůr, Vilémov a Velký Dvůr se zámečkem Leopoldsruhe). Na východě přechází rybniční areál do zbytků lužního lesa podél dolní Jihlavy a Svratky.
Soustava je napájena zčásti Mlýnským náhonem z řeky Jihlavy a zčásti Olbramovickým potokem. Mezi jejich soutokem a rybníkem Vrkoč se nachází ještě skupina menších rybníků Čahoun, Nohavice, Rýžoviště a Zarostlý. Hornoleský náhon vytéká ze Starého rybníka, Mlýnský náhon z Vrkoče, oba ústí u Ivaně do Jihlavy.

## Přehled rybníků
- Novoveský rybník, 158,0 ha
- Vrkoč, 154,2 ha
- Starý rybník, 127,4 ha
- Zarostlý, 15,0 ha
- Pionýr, 11,7 ha
- Čahoun, 7,8 ha
- Dolní u dubu, 7,7 ha
- Nohavice, 6,7 ha[1]
- a řada dalších menších vodních ploch

## Fotogalerie

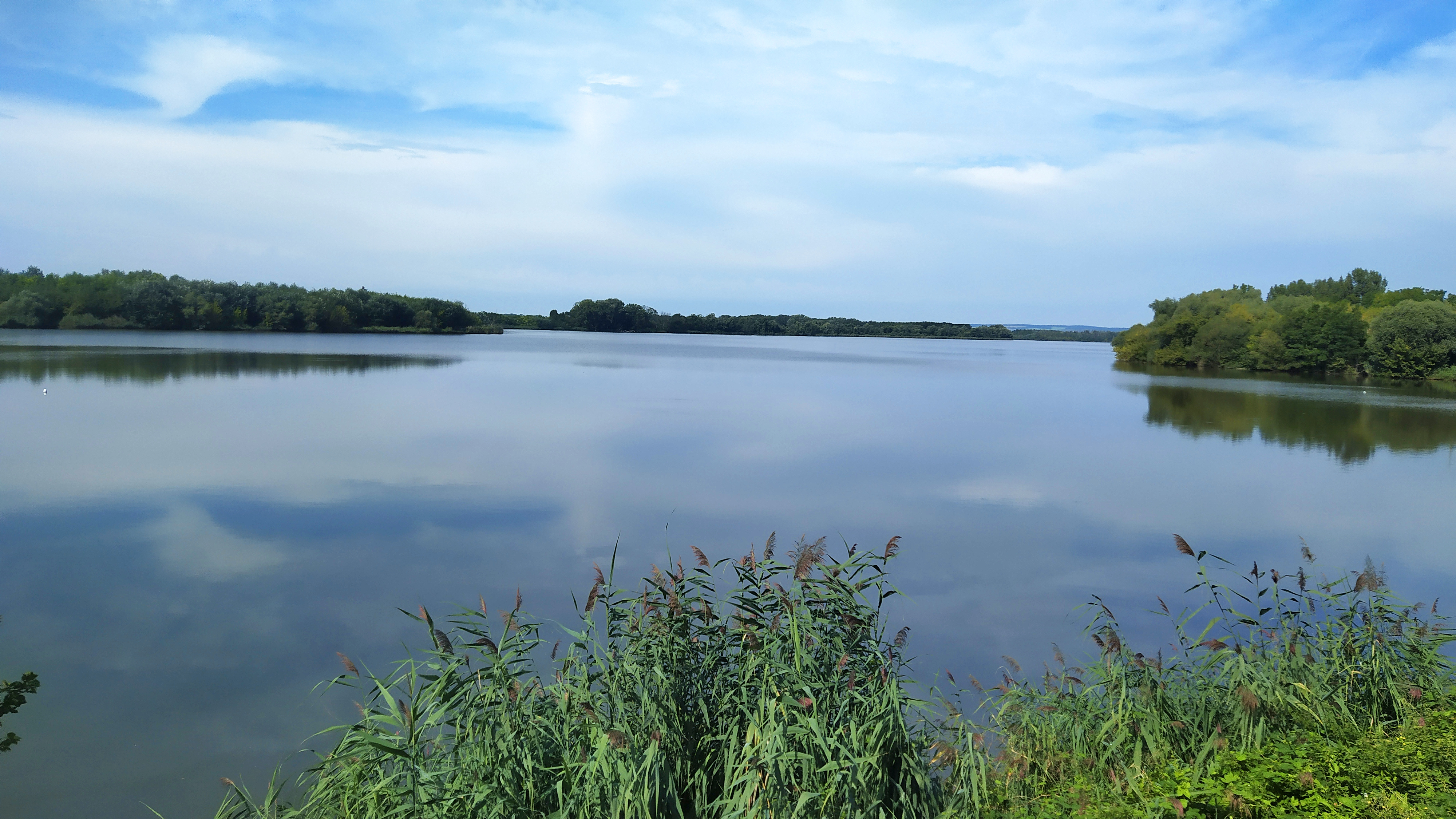
Novoveský rybník
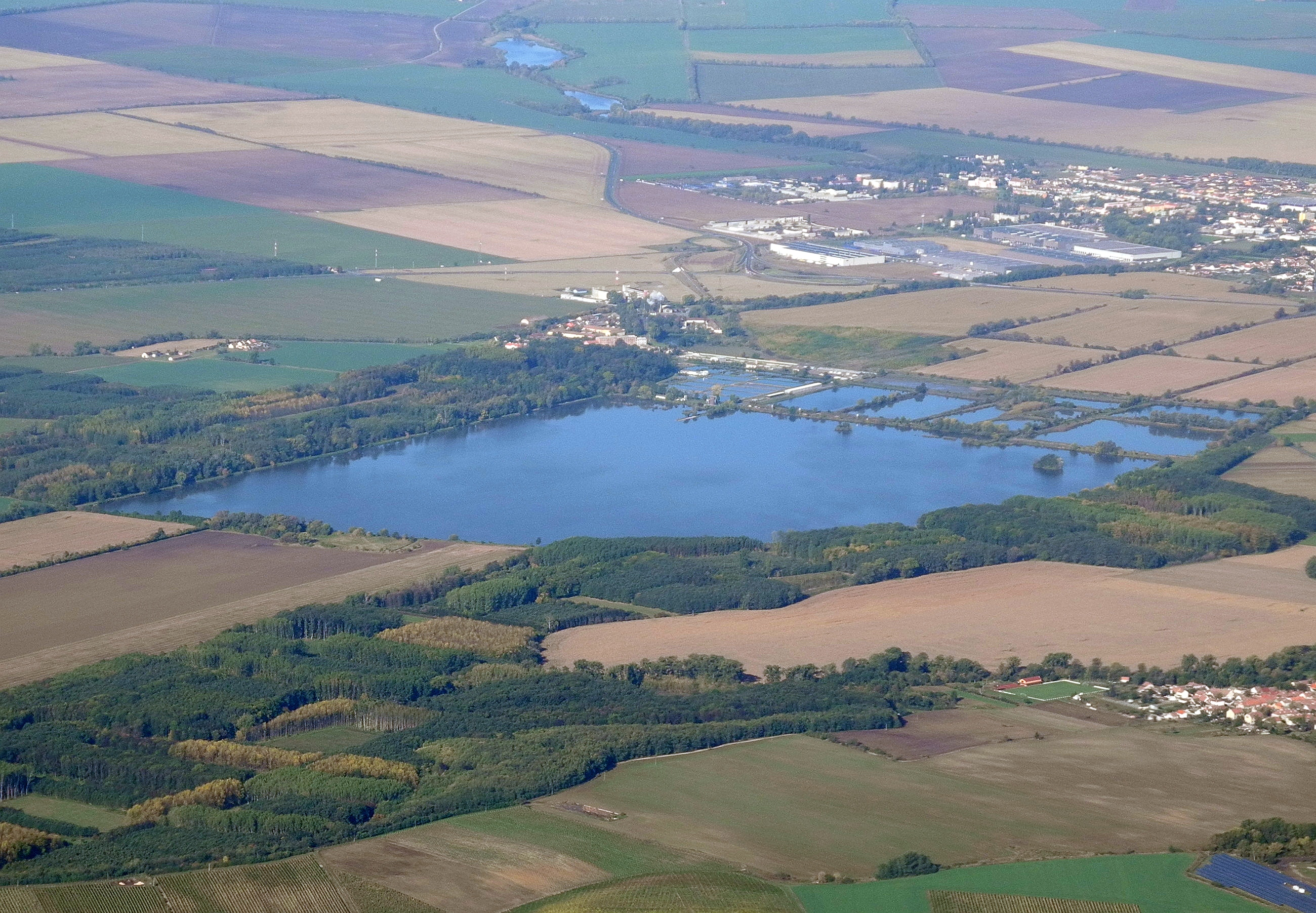
Starý rybník
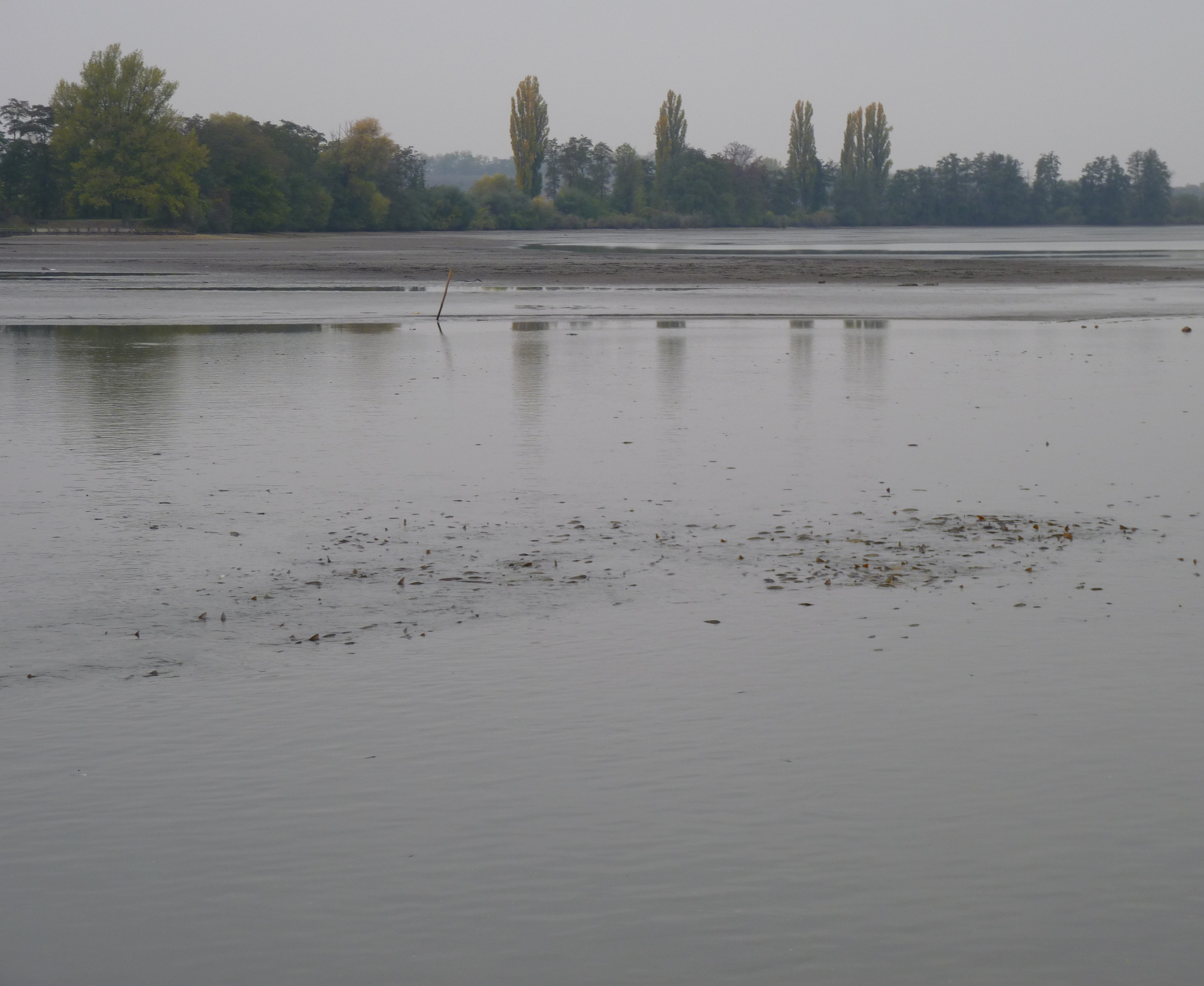
Vrkoč (při výlovu)
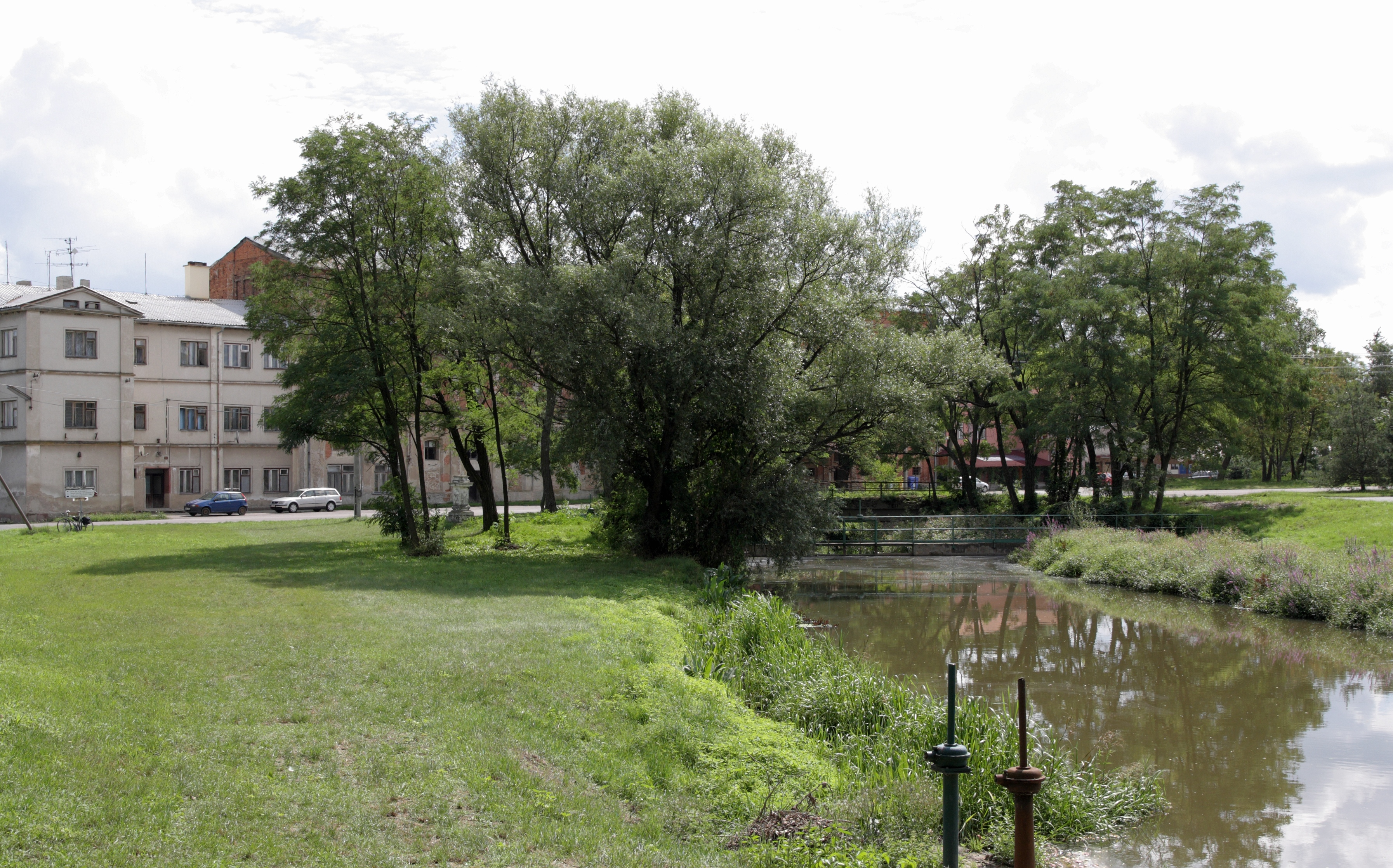
Velký Dvůr, Hornoleský náhon